# Pesawaran
Pesawaran ist ein indonesischer Regierungsbezirk (Kabupaten) in der indonesischen Provinz Lampung auf der Insel Sumatra. Ende 2023 leben hier fast eine halbe Million  Menschen. Verwaltungszentrum ist Gedong Tataan, in der Mitte des Bezirks gelegen und an die Provinzhauptstadt Bandar Lampung angrenzend.

## Geographie
Hinsichtlich seiner Territorialfläche belegt der Kabupaten Platz 11 von 15 Verwaltungseinheiten der 2. Ebene (Kabupaten/Kota) in der Provinz (3,84 %) bzw. Platz 109 von 120 Kabupaten auf der Insel Sumatra.

### Lage
Pesawaran liegt im Süden der Provinz Lampung an der Südküste der Insel Sumatra. Der Bezirk grenzt im Westen (eigentlich vom Südwesten bis zum Nordwesten) an den Kabupaten Pringsewu, im Norden an Lampung Tengah sowie im Osten an Lampung Selatan und die Provinzhauptstadt. Im Süden bildet die Küstenlinie zur Sundasee eine natürliche Grenze. Zum Bezirk gehören 37 Inseln, die zwei Distrikten zugeordnet sind: Punta Pidada (30) und Padang Cermin (7). Der höchste Berg ist der namensgebende Gunung Pesawaran im Distrikt Kedondong (1662 m).
Astronomisch werden folgenden Koordinaten belegt: zwischen 5° 07′ 01″ und 5° 50′ 44″ s. Br. sowie zwischen 104° 56′ 03″ und 105° 23′ 43″ ö. L.

## Verwaltungsgliederung
Administrativ gliedert sich der Kabupaten Pesawaran seit dem Jahr 2014 in 11 Distrikte (Kecamatan) mit (seit 2018, davor 144) 149 Dörfern (indonesisch Desa).
| Code 1   | Kecamatan Distrikt | Ibu Kota Verwaltungssitz | Fläche (km²) | Einw. Zensus 2010 2 | Volkszählung 2020 | Volkszählung 2020 | Volkszählung 2020 | Anzahl der Dörfer |
| Code 1   | Kecamatan Distrikt | Ibu Kota Verwaltungssitz | Fläche (km²) | Einw. Zensus 2010 2 | Einw. 3           | 0Dichte 40        | Sex Ratio 5       | Anzahl der Dörfer |
| -------- | ------------------ | ------------------------ | ------------ | ------------------- | ----------------- | ----------------- | ----------------- | ----------------- |
| 18.09.01 | Gedong Tataan      | Gedong Tataan            | 97,06        | 86.059              | 107.371           | 1.106,2           | 105,04            | 19                |
| 18.09.02 | Negeri Katon       | Negeri Katon             | 152,69       | 61.158              | 71.631            | 469,1             | 106,32            | 21                |
| 18.09.03 | Tegineneng         | Trimulyo                 | 151,26       | 49.753              | 57.603            | 380,8             | 104,49            | 16                |
| 18.09.04 | Way Lima           | Batu Raja                | 99,83        | 29.442              | 37.395            | 374,6             | 104,75            | 16                |
| 18.09.05 | Padang Cermin00    | Padang Cermin            | 127,34       | 88.795              | 29.203            | 229,3             | 108,91            | 12                |
| 18.09.06 | Punduh Pidada      | Bawang                   | 113,19       | 25.943              | 15.499            | 136,9             | 107,23            | 11                |
| 18.09.07 | Kedondong          | Pasar Baru               | 67,00        | 57.698              | 38.018            | 567,4             | 105,95            | 12                |
| 18.09.08 | Marga Punduh       | Sukajaya Punduh          | 111,00       | –00                 | 15.360            | 138,4             | 108,50            | 10                |
| 18.09.09 | Way Khilau         | Butu Batu                | 64,11        | –00                 | 30.888            | 481,8             | 107,36            | 10                |
| 18.09.10 | Teluk Pandan       | Hurun                    | 77,34        | –00                 | 39.211            | 507,0             | 108,64            | 10                |
| 18.09.11 | Way Ratai          | Wai Ratai                | 112,95       | –00                 | 35.289            | 312,4             | 107,90            | 11                |
| 18.09    | Kab. Pesawaran     | Kab. Pesawaran           | 1.173,77     | 398.848             | 477.468           | 406,8             | 106,28            | 148               |

## Demografie
Hinsichtlich der Bevölkerung wird (mit 5,41 % der Provinz) Platz 8 der 15 Verwaltungseinheiten der 2. Ebene (Kabupaten/Kota) erreicht. Bezogen auf alle 120 Kabupaten auf der Insel Sumatra bedeutet dies Rang 23. Mit der Bevölkerungsdichte von 379,8 Einw. liegt Pesawaran über dem Durchschnitt der Provinz Lampung (269,63).
Der Frauenanteil hat sich zwischen den beiden Volkszählungen 2010 und 2020 sowie zum Jahresende 2023 nur geringfügig erhöht und auf Werte oberhalb von 48 Prozent eingepegelt, Tendenz steigend.
| Religion im Jahr 2020 | Religion im Jahr 2020 | Religion im Jahr 2020 | Religion im Jahr 2020 |
| Religion              | Anzahl                | Anteil (%)            | Gebäude               |
| --------------------- | --------------------- | --------------------- | --------------------- |
| Islam                 | 534.411               | 98,30                 | 652 1                 |
| Christen insg.        | 00.7.159 2            | 01,32                 | 044                   |
| Davon:                |                       |                       |                       |
| Protestanten          | 00.4.216              | 00,78                 | 027                   |
| Katholiken            | 00.2.943              | 00,54                 | 017                   |
|                       |                       |                       |                       |
| Hindus                | 000.386               | 00,07                 | 002                   |
| Buddhisten            | 00.1.679              | 00,31                 | 012                   |

| Jahr  | Gesamt- bevölkerung | Männer   | %      | Frauen   | %      |
| ----- | ------------------- | -------- | ------ | -------- | ------ |
| 02010 | 00398.848           | 0206.223 | 051,70 | 0192.625 | 048,30 |
| 02020 | 00477.468           | 0246.002 | 051,52 | 0231.466 | 048,48 |
| 02023 | 00489.314           | 0251.185 | 051,33 | 0238.129 | 048,67 |

### Soziale Daten 2020
| Merkmal                                                            | Pesawaran | 0Prov. Lampung0 |
| ------------------------------------------------------------------ | --------- | --------------- |
| Bevölkerung unterhalb der Armutsgrenze (Tsd.)0                     | 66,04     | 1.049,32        |
| Anteil der „armen Bevölkerung“ (indonesisch Penduduk miskin) (%)00 | 14,76     | 12,34           |
| Arbeitslosenrate (%)                                               | 04,64     | 05,67           |
| Lebenserwartung bei der Geburt (Jahre)                             | 73,44     | 73,66           |
| HDI-Index                                                          | 67,70     | 71,04           |
| Analphabetenrate (in %, 15+ J.)                                    | 03,02     | 02,76           |
| Anteil der Altersgruppen                                           | 0Real0    | 0Prozentual0    |
| Kinder (<15 J.)                                                    | 0127.7110 | 26,75           |
| arbeitsfähige Bevölkerung (15–64 J.)                               | 0320.0270 | 67,03           |
| Rentner und Pensionäre (>65 J.)                                    | 0029.7300 | 06,23           |

### Aktuelle Daten der Bevölkerungsfortschreibung
Nachfolgende Tabelle gibt den Einwohnerstand nach Geschlecht vom Jahresende 2022 und 2023 wieder. Er resultiert aus den Ergebnissen der Fortschreibung durch die örtlichen Zivilregistrierungsbüros (Disdukcapil, indonesisch Dinas Kependudukan dan Pencatatan Sipil) und kann in einer interaktiven Karte abgerufen werden
| Kecamatan        | 31.12.2022 | 31.12.2022 | 31.12.2022 | Fläche km² | 31.12.2023 | 31.12.2023 | 31.12.2023 | 31.12.2023         | 31.12.2023          |
| Kecamatan        | 0Insg.     | männl.     | weibl.     | Fläche km² | 0Insg.     | männl.     | weibl.     | Dichte [Einw./km²] | Sex Ratio [M*100/F] |
| ---------------- | ---------- | ---------- | ---------- | ---------- | ---------- | ---------- | ---------- | ------------------ | ------------------- |
| Gedong Tataan    | 106.120    | 54.190     | 51.930     | 103,64     | 108.429    | 55.304     | 53.125     | 1.046,2            | 104,10              |
| Negeri Katon     | 73.316     | 37.713     | 35.603     | 191,22     | 74.696     | 38.405     | 36.291     | 390,6              | 105,83              |
| Tegineneng       | 59.101     | 30.120     | 28.981     | 128,37     | 60.339     | 30.732     | 29.607     | 470,0              | 103,80              |
| Way Lima         | 38.378     | 19.579     | 18.799     | 64,61      | 39.014     | 19.904     | 19.110     | 603,8              | 104,15              |
| Padang Cermin    | 29.054     | 15.067     | 13.987     | 57,27      | 29.385     | 15.171     | 14.214     | 513,1              | 106,73              |
| Punduh Pidada    | 15.544     | 8.048      | 7.496      | 71,12      | 15.708     | 8.133      | 7.575      | 220,9              | 107,37              |
| Kedondong        | 38.891     | 19.937     | 18.954     | 77,46      | 39.205     | 20.111     | 19.094     | 506,1              | 105,33              |
| Marga Punduh     | 15.584     | 8.070      | 7.514      | 50,00      | 15.818     | 8.200      | 7.618      | 316,4              | 107,64              |
| Way Khilau       | 31.523     | 16.319     | 15.204     | 77,43      | 31.774     | 16.466     | 15.308     | 410,4              | 107,56              |
| Teluk Pandan     | 38.089     | 19.786     | 18.303     | 126,59     | 38.790     | 20.106     | 18.684     | 306,4              | 107,61              |
| Way Ratai        | 35.976     | 18.567     | 17.409     | 106,97     | 36.156     | 18.653     | 17.503     | 338,0              | 106,57              |
| Kab. Pesawaran00 | 481.576    | 247.396    | 234.180    | 1.054,68 1 | 489.314    | 251.185    | 238.129    | 463,9              | 105,48              |

## Geschichte
Der Kabupaten Pesawaran wurde Mitte 2007 als 9. Kabupaten gebildet. Hierzu wurden vom Kabupaten Lampung Selatan die sieben (von 20) Kecamatan Gedong Tataan, Negeri Katon, Tegineneng, Way Lima, Padang Cermin, Punduh Pedada und Kedondong abgetrennt und vereinigt. Durch diese Abspaltung büßte der „Mutterbezirk“ 40,3 % seines Territoriums  (2.243,51 von 5.562,55 km²) und 31 % seiner Einwohnerschaft (2005: 380.306 von 1.226.009 Einw.) ein.
Die Anzahl der Distrikte wurde in zwei Etappen durch Abtrennung von Dörfern aus den bestehenden Distrikten erhöht:
- 2012 wurde der Kec. Way Khilau aus Teilen des Kec. Kedondong gebildet und der Kec. Marga Punduh aus Teilen des Kec. Punduh Pidada[9]
- 2015 wurden die Kec. Way Ratai und Teluk Pandan aus Teilen des Kec. Padang Cermin gebildet[10]